# 살림이야기
《살림이야기》는 대한민국의 한살림에서 발행하는 생활문화 월간지이다. 2008년 계간지로 창간하여 2014년 봄 호(통권24호)까지 발행하고 2014년 6월 월간지로 전환하였다. 생태, 환경, 대안적 삶, 농촌, 건강한 밥상 등의 생활문화를 다루고 있다.
2008년 창간하여 해마다 3월, 6월, 9월, 12월에 계간지로 발간하다, 2014년 6월 호부터 월간지로 매월 1일 발간한다.

## 책 정보
- 0호 : 2008년 3월 1일 출간(창간준비호)

특집 사다, 소비의 질을 전환하자
- 1호 : 2008년 6월 1일 출간

특집 나는 너의 밥이고 너는 나의 밥이다
- 2호 : 2008년 9월 1일 출간

특집 물이 밥이다?
- 3호 : 2008년 12월 1일 출간

특집 살림의 경제
- 4호 : 2009년 3월 1일 출간

특집 살리는 사람, 농부
- 5호 : 2009년 6월 1일 출간

특집 지금·여기·우리·학교
- 6호 : 2009년 9월 1일 출간

특집 고기를 먹는 일
- 7호 : 2009년 12월 1일 출간

특집 안녕히 주무셨습니까?
- 8호 : 2010년 3월 1일 출간

특집 숲을 삼키고 자라는 호모A4루스
- 9호 : 2010년 6월 1일 출간

특집 설탕, 그 달콤하고 씁쓸함에 대하여
- 10호 : 2010년 9월 1일 출간

특집 집. 사다, 살다, 짓다
- 11호 : 2010년 12월 1일 출간

특집 배추, 그대 무사한가
- 12호 : 2011년 3월 1일 출간

특집 씨앗, 콩 심은 데 콩 났으면
- 13호 : 2011년 6월 1일 출간

특집 원자력, 쉼표가 필요해
- 14호 : 2011년 9월 1일 출간

특집 옹기, 흙과 불이 낳은 생명의 그릇
- 15호 : 2011년 12월 1일 출간

특집 명태, 밥상 위의 바다
- 16호 : 2012년 3월 1일 출간

특집 소, 牛여곡절
- 17호 : 2012년 6월 1일 출간

특집 협동조합
- 18호 : 2012년 9월 1일 출간

특집 마을, 마을사람들
- 19호 : 2012년 12월 1일 출간

특집 지구를 생각하는 겨울나기
- 20호 : 2013년 3월 1일 출간

특집 식량주권과 식량자급
- 21호 : 2013년 6월 1일 출간

특집 옥수수의 이중생활
- 22호 : 2013년 9월 1일 출간

특집 꿀
- 23호 : 2013년 12월 1일 출간

특집 응답하라 쓰레기
- 24호 : 2014년 3월 10일 출간

특집 우리 밥 한번 먹자
- 25호 : 2014년 6월 1일 출간

특집 그래서 행동